# Molophilus (Molophilus) diacaenus
Molophilus (Molophilus) diacaenus is een tweevleugelige uit de familie steltmuggen (Limoniidae). De soort komt voor in het Neotropisch gebied.